# Mackwiller
Mackwiller es una localidad y comuna francesa, situada en el departamento de Bajo Rin en la región de Alsacia.
La localidad es conocida localmente por sus baños conservados de la época romana.

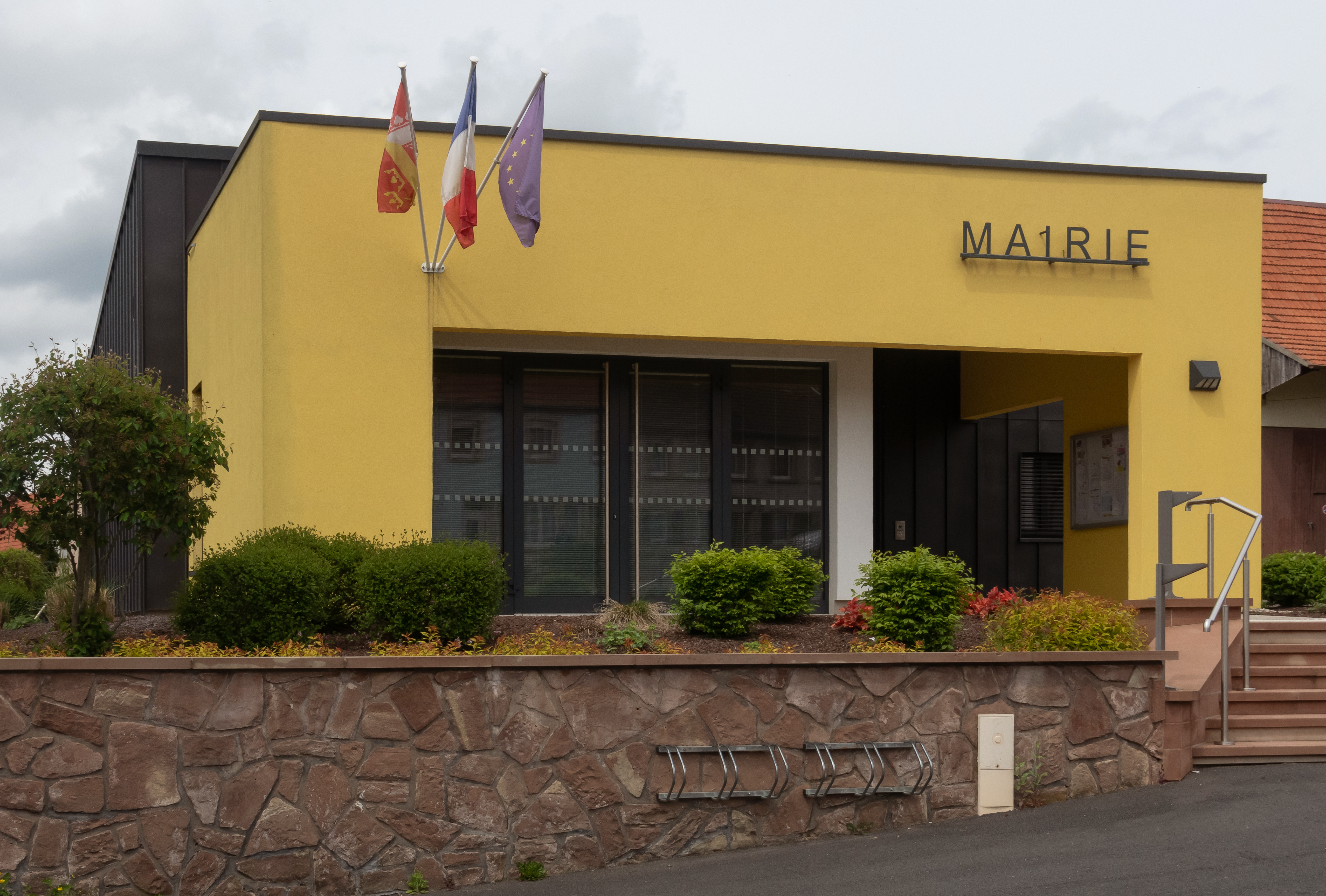
Mackwiller, el ayuntamiento

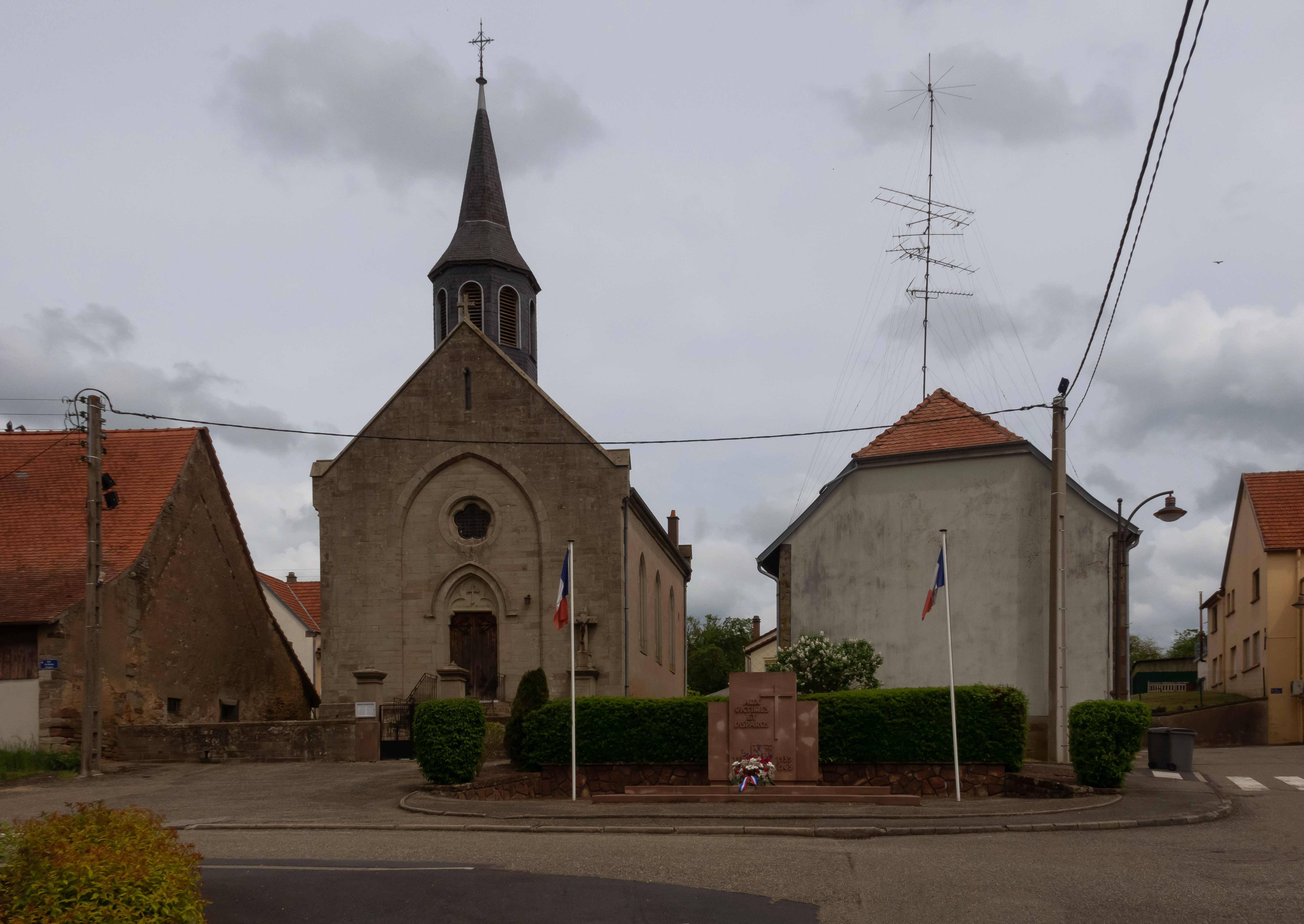
Mackwiller, la iglesia

## Demografía
| 660 | 672 | 671 | 683 | 635 | 612 |
| Para los censos de 1962 a 1999 la población legal corresponde a la población sin duplicidades (Fuente: INSEE [Consultar]) |     |     |     |     |     |